# Cnaeus Cornelius Dolabella
Cnaeus Cornelius Dolabella római politikus, az előkelő patricius Cornelia gens tagja volt.
Kr. e. 81-ben praetor volt, majd Cilicia provincia helytartója lett. Mindkét minőségben rettentő visszaélések kötődtek a nevéhez, illetve segítői is akadtak: Caius Malleolus quaestor és a hírhedt Caius Verres legatus kísérték útján. Malleolust Kr. e. 80 folyamán meggyilkolták, ekkor helyére Verrest nevezte ki proquaestori minőségben. Zsarolásait, rablásait nem csak hogy eltűrte, de még részesedett is a zsákmányból.
Hazatérve Marcus Aemilius Scaurus visszaélésekkel vádolta meg. Verres ekkor azonnal szembefordult vele, és készséggel tanúskodott hajdani pártfogója ellen, áthárítva személyes felelősségének jó részét is a politikusra, akit végül elítéltek. A száműzött nagy szegénységben hagyta hátra családját.